# 黒書院
黒書院（くろしょいん）は、将軍、大名や高僧などの大規模な殿舎に設けられた書院。奥向き（内向き）の書院を黒書院という。

## 概要
「黒書院」とは黒木造の書院の意味で、部材はネズコなどの面皮や磨丸太が用いられ、数寄屋風の構成になる。障壁画には彩色画は少なく水墨画や絵自体を描かないことが多い。
格子天井、床框から障子の縁に至るまで全てを黒漆塗りとした建築を黒書院と称す事もある。この場合、多くは座敷として使用された。
初期の江戸城や駿府城の本丸御殿の黒書院（駿府城では「御殿」等異なる名称を使用）は将軍や家康による政務の場として用いられたが、家光晩年から政務は御座ノ間で行われることになり、黒書院は内向きの応接場として用途が変更された。なお、御城碁は黒書院で行われるのが慣例であったが、白書院や帝鑑の間が使われることもあった。

## 主な遺構

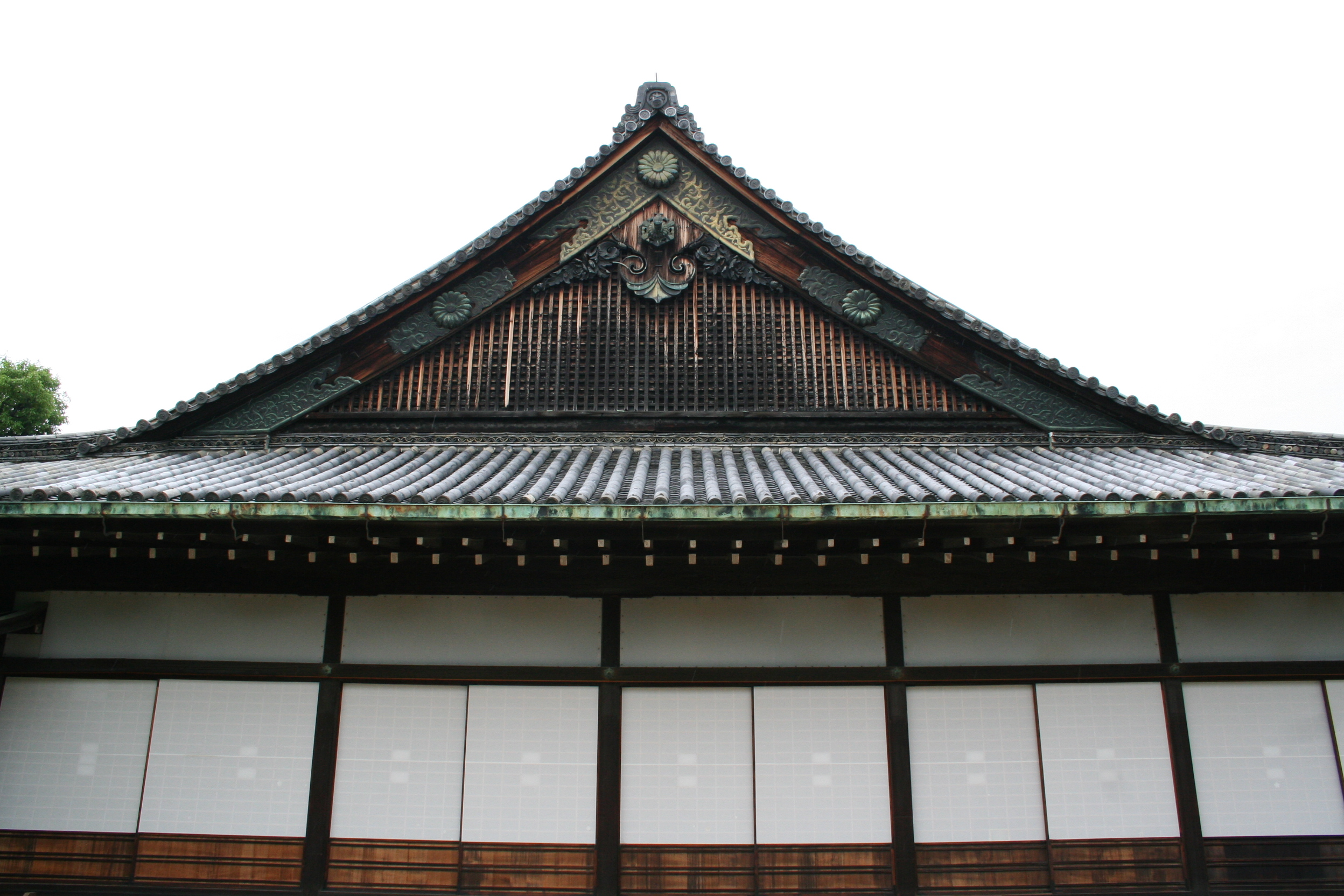
二条城黒書院外観

- 二条城黒書院…位置関係上では白書院に、続く御座之間が黒書院に相当する
- 西本願寺黒書院